# Наблюдательная станция Шёлтозеро
Наблюдательная станция Шёлтозеро ПетрГУ — астрономическая экспедиционная наблюдательная станция Петрозаводского государственного университета основанная в 2009 году в районе села Шёлтозеро, Карелия, Россия. Станция работает в основном во время летних экспедиций в августе. Код обсерваторий Центра малых планет был присвоен наблюдательной станции в сентябре 2010 года. Всего было три астрономические экспедиции на данную станцию с 2009 по 2011 год.

## Инструменты обсерватории
- MEADE 10" RCX400 GPS (D = 254 мм , F = 2000 мм, Ричи-Кретьен) + ПЗС-камера SBIG ST-2000XCM — также является основным инструментом обсерватории Астерион.
- Sky-Watcher 80 ED (D = 80 мм, F = 600 мм, рефрактор)

## Направления исследований
- Кометы
- Астероиды
- Переменные звёзды
- Метеорные потоки (в основном Персеиды)